# Herb gminy Piątnica
Herb gminy Piątnica – jeden z symboli gminy Piątnica, autorstwa Roberta Szydlika, ustanowiony 30 stycznia 2011.

## Wygląd i symbolika
Herb przedstawia na tarczy w polu złotym nietoperza czarnego w locie z rozpostartymi skrzydłami, a pod nim ukryty w murawie zielonej fort złoty z dwoma podwójnymi czarnymi otworami okiennymi łukowymi nad którymi znajdują się okrągłe czarne otwory strzelnicze. Nietoperz symbolizuje żyjące w fortach Piątnicy Poduchownej nietoperze. Forty te symbolizuje budowla u dołu tarczy. Gmina Piątnica jest jedyną w Polsce jednostką administracyjną z nietoperzem w herbie (nietoperz to rzadka figura heraldyczna, najpopularniejsza w Hiszpanii) i zarazem jedyną z fortem w herbie.